# Justin Gimelstob
Justin Gimelstob (Livingston, 26 januari 1977) is een voormalig Amerikaans tennisser die tussen 1996 en 2007 actief was in het professionele tenniscircuit. 
Gimelstob was vooral succesvol in het dubbelspel waarin hij dertien titels won. Daarnaast won hij in 1998 twee gemengd-dubbelspeltitels: op het Australian Open en Roland Garros, beide aan de zijde van Venus Williams.
Voor zijn profcarrière speelde Gimelstob Collegetennis voor UCLA.

## Palmares

### Enkelspel
| Legenda                       | Legenda               |
| ----------------------------- | --------------------- |
| Grand Slam                    |                       |
| Olympische Spelen             |                       |
| tot 2009                      | vanaf 2009            |
| Tennis Masters Cup            | ATP Finals            |
| ATP Masters Series            | ATP Tour Masters 1000 |
| ATP International Series Gold | ATP Tour 500          |
| ATP International Series      | ATP Tour 250          |

| Nr.                          | Datum             | Toernooi     | Ondergrond    | Tegenstander in finale | Score            |         |
| ---------------------------- | ----------------- | ------------ | ------------- | ---------------------- | ---------------- | ------- |
| verloren finales             |                   |              |               |                        |                  |         |
| 1.                           | 16 juli 2006      | ATP Newport  | Gras          | Mark Philippoussis     | 3-6, 5-7         | details |
| gewonnen finales challengers |                   |              |               |                        |                  |         |
| 1.                           | 29 september 1996 | Urbana       | Hardcourt (i) | Steve Bryan            | 5-7, 6-3, 6-4    |         |
| 2.                           | 17 november 1996  | Andorra      | Hardcourt (i) | Sandon Stolle          | 6-4, 6-2         |         |
| 3.                           | 22 november 1998  | Andorra      | Hardcourt (i) | George Bastl           | 6-3, 2-6, 7-6    |         |
| 4.                           | 21 november 1999  | Andorra      | Hardcourt (i) | Maks Mirni             | 4-6, 7-6(5), 7-5 |         |
| 5.                           | 6 augustus 2000   | Lexington    | Hardcourt     | Takao Suzuki           | 1-2, opgave      |         |
| 6.                           | 13 juni 2004      | Forest Hills | Gras          | Dusan Vemic            | 7-6(7), 6-2      |         |
| 7.                           | 26 september 2004 | Peking       | Hardcourt     | Alex Bogomolov jr.     | 6-1, 6-3         |         |
| 8.                           | 14 november 2004  | Nashville    | Hardcourt (i) | Amer Delić             | 7-6(3), 7-6(4)   |         |
| 9.                           | 21 november 2004  | Champaign    | Hardcourt (i) | Ramón Delgado          | 6-4, 6-4         |         |
| 10.                          | 30 oktober 2005   | Carson       | Hardcourt     | Amer Delić             | 7-6(5), 6-2      |         |

### Dubbelspel
| Nr.                                       | Datum             | Toernooi        | Ondergrond    | Partner           | Tegenstanders in finale              | Score               |         |
| ----------------------------------------- | ----------------- | --------------- | ------------- | ----------------- | ------------------------------------ | ------------------- | ------- |
| gewonnen finales heren dubbel             |                   |                 |               |                   |                                      |                     |         |
| 1.                                        | 13 juli 1997      | ATP Newport     | Gras          | Brett Steven      | Kent Kinnear Aleksandar Kitinov      | 6-3, 6-4            | details |
| 2.                                        | 21 juni 1998      | ATP Nottingham  | Gras          | Byron Talbot      | Sébastien Lareau Daniel Nestor       | 7-5, 6-7(3), 6-4    | details |
| 3.                                        | 7 maart 1999      | ATP Scottsdale  | Hardcourt     | Richey Reneberg   | Mark Knowles Sandon Stolle           | 6-4, 6-7(4), 6-3    | details |
| 4.                                        | 2 mei 1999        | ATP Atlanta     | Sand          | Patrick Galbraith | Todd Woodbridge Mark Woodforde       | 5-7, 7-6(4), 6-3    | details |
| 5.                                        | 20 juni 1999      | ATP Nottingham  | Gras          | Patrick Galbraith | Marius Barnard Brent Haygarth        | 5-7, 7-5, 6-3       | details |
| 6.                                        | 22 augustus 1999  | ATP Washington  | Hardcourt     | Sébastien Lareau  | David Adams John-Laffnie de Jager    | 7-5, 6-7(2), 6-3    | details |
| 7.                                        | 14 november 1999  | ATP Moskou      | Tapijt (i)    | Daniel Vacek      | Andrej Medvedev Marat Safin          | 6-2, 6-1            | details |
| 8.                                        | 20 februari 2000  | ATP Memphis     | Hardcourt     | Sébastien Lareau  | Jim Grabb Richey Reneberg            | 6-2, 6-4            | details |
| 9.                                        | 17 september 2000 | ATP Tasjkent    | Hardcourt     | Scott Humphries   | Marius Barnard Robbie Koenig         | 6-3, 6-2            | details |
| 10.                                       | 5 oktober 2003    | ATP Tokio       | Hardcourt     | Nicolas Kiefer    | Scott Humphries Mark Merklein        | 6-7(6), 6-3, 7-6(4) | details |
| 11.                                       | 19 september 2004 | ATP Peking      | Hardcourt     | Graydon Oliver    | Alex Bogomolov jr. Taylor Dent       | 4–6, 6–4, 7–6(6)    | details |
| 12.                                       | 3 oktober 2004    | ATP Bangkok     | Hardcourt     | Graydon Oliver    | Yves Allegro Roger Federer           | 5–7, 6–4, 6–4       | details |
| 13.                                       | 18 september 2005 | ATP Peking      | Hardcourt     | Nathan Healey     | Dmitri Toersoenov Michail Joezjny    | 4–6, 6–3, 6–2       | details |
| verloren finales heren dubbel             |                   |                 |               |                   |                                      |                     |         |
| 1.                                        | 20 april 1997     | ATP Tokio       | Hardcourt     | Patrick Rafter    | Martin Damm Daniel Vacek             | 6-2, 2-6, 6-7(4)    | details |
| 2.                                        | 16 april 2000     | ATP Atlanta     | Hardcourt     | Mark Knowles      | Ellis Ferreira Rick Leach            | 3-6, 4-6            | details |
| 3.                                        | 7 mei 2000        | ATP Orlando     | Gravel        | Sébastien Lareau  | Leander Paes Jan Siemerink           | 3-6, 4-6            | details |
| 4.                                        | 28 juli 2002      | ATP Los Angeles | Hardcourt     | Michaël Llodra    | Sébastien Grosjean Nicolas Kiefer    | 4-6, 4-6            | details |
| 5.                                        | 16 juli 2006      | ATP Newport     | Gras          | Jeff Coetzee      | Jürgen Melzer Robert Kendrick        | 6-7(3), 0-6         | details |
| gewonnen finales heren dubbel challengers |                   |                 |               |                   |                                      |                     |         |
| 1.                                        | 11 augustus 1996  | Binghamton      | Hardcourt     | Jeff Salzenstein  | David Di Lucia Kenny Thorne          | 6-2, 6-4            |         |
| 2.                                        | 8 december 1996   | Daytona Beach   | Hardcourt (i) | Jeff Salzenstein  | Chad Clark Mark Merklein             | 7-6, 3-6, 7-5       |         |
| 3.                                        | 22 november 1998  | Andorra         | Hardcourt (i) | Jack Waite        | Massimo Ardinghi Vincenzo Santopadre | 2-6, 6-4, 6-3       |         |
| 4.                                        | 9 december 2001   | Rio de Janeiro  | Gravel        | David Macpherson  | Julian Knowle Michael Kohlmann       | 7-6(5), 6-3         |         |
| 5.                                        | 10 februari 2002  | Joplin          | Hardcourt (i) | Scott Humphries   | Paul Rosner Glenn Welner             | 6-4, 7-6(3)         |         |
| 6.                                        | 2 maart 2003      | Dallas          | Hardcourt (i) | Scott Humphries   | Martin Garcia Graydon Oliver         | 7-6(7), 7-6(4)      |         |
| 6.                                        | 13 april 2003     | Calabasas       | Hardcourt (i) | Scott Humphries   | Kevin Kim Jim Thomas                 | 6-3, 6-3            |         |
| 7.                                        | 18 mei 2003       | Forest Hills    | Gravel        | Scott Humphries   | Huntley Montgomery Tripp Philipps    | 7-6(1), 3-6, 6-4    |         |
| 8.                                        | 19 oktober 2003   | Tiburon         | Hardcourt     | Brandon Coupe     | Diego Ayala Robert Kendrick          | 0-6, 6-1, 7-6(3)    |         |
| 9.                                        | 13 juni 2004      | Forest Hills    | Gras          | Brandon Coupe     | Travis Rettermaier Michael Tebbutt   | 6-4, 6-4            |         |
| 10.                                       | 5 juni 2005       | Yuba City       | Hardcourt     | Brandon Coupe     | Santiago González Bruno Soares       | 6-2, 3-6, 7-6(1)    |         |

## Resultaten grandslamtoernooien
| Legenda | Legenda                          |
| ------- | -------------------------------- |
| g.t.    | geen toernooi gehouden           |
| l.c.    | lagere categorie                 |
| –       | niet deelgenomen                 |
| G       | uitgeschakeld in de groepsfase   |
| 1R      | uitgeschakeld in de eerste ronde |
| 2R      | uitgeschakeld in de tweede ronde |
| 3R      | uitgeschakeld in de derde ronde  |
| 4R      | uitgeschakeld in de vierde ronde |
| KF      | uitgeschakeld in de kwartfinale  |
| HF      | uitgeschakeld in de halve finale |
| F       | de finale verloren               |
| W       | het toernooi gewonnen            |
| w-v     | winst/verlies-balans             |

### Enkelspel
| Toernooi              | 1995   | 1996 | 1997   | 1998   | 1999   | 2000  | 2001   | 2002   | 2003   | 2004 | 2005   | 2006   | 2007   | w-v     |
| --------------------- | ------ | ---- | ------ | ------ | ------ | ----- | ------ | ------ | ------ | ---- | ------ | ------ | ------ | ------- |
| Grandslamtoernooien   |        |      |        |        |        |       |        |        |        |      |        |        |        |         |
| Australian Open       | –      | –    | 1R     | 1R     | 2R     | –     | 1R     | –      | 1R     | –    | 1R     | 1R     | –      | 1-7     |
| Roland Garros         | –      | –    | –      | –      | 1R     | 1R    | –      | –      | 1R     | –    | –      | 1R     | 1R     | 0-5     |
| Wimbledon             | –      | –    | 2R     | 2R     | 1R     | 3R    | –      | –      | 3R     | –    | 3R     | 2R     | 1R     | 9-8     |
| US Open               | 2R     | –    | 3R     | 1R     | 3R     | 2R    | 2R     | 2R     | 1R     | –    | 1R     | 2R     | 1R     | 9-11    |
| Winst-verlies         | 1-1    | 0-0  | 3-3    | 1-3    | 3-4    | 3-3   | 1-2    | 1-1    | 2-4    | 0-0  | 2-3    | 2-4    | 0-3    | 19-31   |
| Tennis Masters Cup    |        |      |        |        |        |       |        |        |        |      |        |        |        |         |
| ATP World Tour Finals | –      | –    | –      | –      | –      | –     | –      | –      | –      | –    | –      | –      | –      | 2-5     |
| ATP Masters 1000      |        |      |        |        |        |       |        |        |        |      |        |        |        |         |
| Indian Wells          | –      | –    | 1R     | –      | 2R     | 1R    | –      | –      | –      | –    | –      | 2R     | 1R     | 2-5     |
| Miami                 | –      | 1R   | 1R     | –      | 1R     | 1R    | 1R     | –      | –      | –    | –      | 1R     | –      | 0-6     |
| Monte Carlo           | –      | –    | –      | –      | –      | –     | –      | –      | –      | –    | –      | –      | –      | 0-0     |
| Rome                  | –      | –    | –      | –      | –      | –     | –      | –      | –      | –    | –      | –      | –      | 0-0     |
| Hamburg               | –      | –    | –      | –      | –      | –     | –      | –      | –      | –    | –      | –      | –      | 0-0     |
| Montréal/Toronto      | –      | –    | 3R     | –      | 1R     | –     | –      | –      | –      | –    | –      | –      | –      | 2-2     |
| Cincinnati            | –      | –    | 2R     | 1R     | 3R     | –     | –      | –      | –      | –    | –      | 2R     | –      | 4-4     |
| Stuttgart/Madrid      | –      | –    | –      | –      | –      | –     | –      | –      | –      | –    | –      | –      | –      | 0-0     |
| Parijs                | –      | –    | –      | –      | –      | –     | –      | –      | –      | –    | –      | –      | –      | 0-0     |
| Olympische Spelen     |        |      |        |        |        |       |        |        |        |      |        |        |        |         |
| Olympische Spelen     | n.v.t. | –    | n.v.t. | n.v.t. | n.v.t. | –     | n.v.t. | n.v.t. | n.v.t. | –    | n.v.t. | n.v.t. | n.v.t. | 0-0     |
| Statistieken          |        |      |        |        |        |       |        |        |        |      |        |        |        |         |
| Totaal aantal titels  | 0      | 0    | 0      | 0      | 0      | 0     | 0      | 0      | 0      | 0    | 0      | 0      | 0      | 0       |
| Totaal winst-verlies  | 1-1    | 3-9  | 17-23  | 14-16  | 17-26  | 14-16 | 3-12   | 5-6    | 9-17   | 1-5  | 8-9    | 14-20  | 1-12   | 107-172 |
| Eindejaarsranking     | 576    | 152  | 104    | 80     | 82     | 97    | 177    | 106    | 106    | 162  | 104    | 86     | 556    |         |

### Mannendubbelspel
| Grandslamtoernooien    |       |     |       |        |        |       |        |        |        |      |        |        |        |         |
| Australian Open        | –     | –   | –     | KF     | 1R     | –     | HF     | 1R     | –      | –    | 1R     | KF     | –      | 9-6     |
| Roland Garros          | –     | –   | 1R    | 1R     | 1R     | 1R    | –      | –      | 1R     | –    | –      | 1R     | 1R     | 0-7     |
| Wimbledon              | –     | –   | 2R    | KF     | 3R     | 3R    | –      | 1R     | 2R     | KF   | 1R     | 2R     | 2R     | 14-10   |
| US Open                | 1R    | 1R  | 2R    | 2R     | 3R     | 1R    | 1R     | 2R     | 1R     | 3R   | 1R     | 2R     | 3R     | 10-13   |
| Winst-verlies          | 0-1   | 0-1 | 2-3   | 7-4    | 4-4    | 2-3   | 4-2    | 1-3    | 1-3    | 5-2  | 0-3    | 5-4    | 3-3    | 34-36   |
| Tennis Masters Cup     |       |     |       |        |        |       |        |        |        |      |        |        |        |         |
| ATP World Tour Finals  | –     | –   | –     | –      | –      | –     | –      | –      | –      | –    | –      | –      | –      | 0-0     |
| ATP Masters 1000       |       |     |       |        |        |       |        |        |        |      |        |        |        |         |
| Indian Wells           | –     | –   | –     | –      | 1R     | 1R    | 1R     | –      | –      | –    | –      | 2R     | –      | 1-4     |
| Miami                  | –     | 2R  | 1R    | –      | 1R     | KF    | 3R     | 2R     | –      | –    | 2R     | 1R     | –      | 6-8     |
| Monte Carlo            | –     | –   | –     | –      | –      | –     | –      | –      | –      | –    | –      | –      | –      | 0-0     |
| Hamburg                | –     | –   | –     | –      | –      | –     | –      | –      | –      | –    | –      | –      | –      | 0-0     |
| Rome                   | –     | –   | –     | –      | –      | –     | –      | –      | –      | –    | –      | –      | –      | 0-0     |
| Montréal/Toronto       | –     | –   | 1R    | –      | 1R     | –     | 1R     | –      | –      | –    | –      | –      | –      | 0-3     |
| Cincinnati             | –     | –   | –     | KF     | 1R     | –     | 2R     | –      | –      | –    | 2R     | 2R     | –      | 5-5     |
| Essen/Stuttgart/Madrid | –     | –   | –     | –      | –      | –     | –      | –      | –      | –    | –      | –      | –      | 0-0     |
| Parijs                 | –     | –   | –     | –      | KF     | –     | –      | –      | –      | –    | –      | –      | –      | 2-1     |
| Olympische Spelen      |       |     |       |        |        |       |        |        |        |      |        |        |        |         |
| Olympische Spelen      | n.v.t | –   | n.v.t | n.v.t. | n.v.t. | –     | n.v.t. | n.v.t. | n.v.t. | –    | n.v.t. | n.v.t. | n.v.t. | 0-0     |
| Statistieken           |       |     |       |        |        |       |        |        |        |      |        |        |        |         |
| Totaal aantal titels   | 0     | 0   | 1     | 1      | 5      | 2     | 0      | 0      | 1      | 2    | 1      | 0      | 0      | 13      |
| Totaal winst-verlies   | 1-2   | 1-6 | 2-5   | 16-15  | 36-20  | 20-11 | 11-19  | 12-11  | 11-12  | 16-4 | 11-11  | 14-19  | 5-11   | 174-158 |
| Eindejaarsranking      | 471   | 243 | 68    | 50     | 24     | 55    | 63     | 84     | 57     | 63   | 78     | 49     | 157    |         |